# Соса, Николас
Николас Соса Санчес (исп. Nicolás Sosa Sánchez; родился 6 апреля 1996 года, Мело) — уругвайский футболист, нападающий клуба «Леон», на правах аренды выступающий за аргентинский «Банфилд».
Отец Николаса — Эберлей Соса в прошлом был профессиональным футболистом, а старший брат Себастьян, играет в настоящее время.

## Биография
Соса — воспитанник клуба «Серро-Ларго». В 2014 году в матче против «Пласа Колония» он дебютировал в уругвайской Сегунде. Летом 2016 году Соса перешёл в столичный «Расинг». 10 сентября в матче против столичного «Феникса» он дебютировал в уругвайской Примере. 30 апреля 2017 года в поединке против «Пласа Колония» Николас сделал «дубль», забив свои первые голы за «Расинг». В 2018 году Соса на правах аренды вернулся в «Серро-Ларго» и по итогам сезона он помог клубу выйти в элиту. По окончании аренды он вернулся в «Расинг», где по итогам сезона Николас стал занял втрое место в гонке бомбардиров чемпионата.
В начале 2020 года Соса перешёл в мексиканский «Леон». 2 февраля в матче против «Монаркас Морелия» он дебютировал в мексиканской Примере.